# Reuss middelste linie
Reuss middelste linie (Duits: Reuß mittlere Linie zu Greiz) was een tak van het huis Reuss die tussen 1564 en 1616 regeerde over Obergreiz en tussen 1598 en 1616 ook over Schleiz, twee gebieden in het oosten van Thüringen.

## Geschiedenis
In 1564 deelden de Reussen hun territorium op in Untergreiz, Obergreiz en Reuss-Gera, die respectievelijk toekwamen aan Hendrik XV (1506-1572), stamvader van Reuss oudere linie, aan Hendrik XVI (1525-1578), stamvader van Reuss middelste linie en Hendrik XVII (1530-1572), stamvader van Reuss jongere linie. Als residentie deelden Hendrik XV en Hendrik XVI het Obere Schloß van Greiz.
Toen Hendrik XVI in 1578 stierf, liet hij Obergreiz na aan zijn twee nog minderjarige zoons, Hendrik XVIII (1561-1607) en Hendrik XIX (1563-1616). De voogdij kwam in handen van hun drie neven Hendrik II, Hendrik III en Hendrik V, die sinds de dood van hun vader Hendrik XV in 1572 gezamenlijk Untergreiz regeerden. Ze bewoonden alle vijf het slot te Greiz.
Na jarenlang geruzie werd in 1598 het tot dat moment gezamenlijk bestuurde gebied rond Schleiz over de drie takken verdeeld. Reuss middelste linie verkreeg de stad Schleiz. Dit leidde bij de middelste linie tot een splitsing, zij het nu alleen van inkomsten. Hendrik XVIII mocht de inkomsten uit Obergreiz benutten en Hendrik XIX die uit Schleiz. In 1607 stierf Hendrik XVIII kinderloos, de inkomsten uit Obergreiz kwamen aan zijn broer. Toen die in 1616 ook kinderloos overleed stierf Reuss middelste linie uit. De erfenis werd verdeeld: Obergreiz kwam in handen van Reuss-Untergreiz uit de tak Reuss oudere linie en Schleiz in handen van Reuss-Gerauit de tak van de jongere linie.

## Stamboom
(zie ook Stamboom Huis Reuss
```
                               Hendrik XIV de Jongere
                               *1464
                               1502 hr Greiz
                               d 1535
 _________________________________________|__________________

Hendrik XV
            
Hendrik XVI
               
Hendrik XVII

de Oudere             de Middelste              de Jongere
*1506                 *1525                     *1530
1535 Greiz            1535 Greiz                1535 Greiz
1564 Untergreiz       1564 Obergreiz            1564 Gera
d 1572                d 1578                    d 1572
   |                        |                      |
stamvader 
Reuss
    stamvader Reuss         stamvader 
Reuss

oudere linie
       middelste linie         
jongere linie

  ________________________|____________

Hendrik XVIII
            
Hendrik XIX

*1561                    *1563
1578 Obergreiz           1578 Obergreiz
1597 Obergreiz           1597 Schleiz
d 1607                   1607 ook Obergreiz
                         d 1616
```

Zie Huis Reuss voor een uitleg over de nummering van de vorsten.
Reuss oudere linie · Reuss middelste linie · Reuss jongere linie · stamboom van het Huis Reuss —
Reuss-Burgk · Reuss-Dölau · Reuss-Ebersdorf · Reuss-Gera · Reuss-Hirschberg · Reuss-Köstritz · Reuss-Lobenstein · Reuss-Lobenstein-Ebersdorf · Reuss-Obergreiz · Reuss-Rothenthal · Reuss-Saalburg · Reuss-Schleiz · Reuss-Selbitz · Reuss-Untergreiz · Reuss-Untergreiz I · Reuss-Untergreiz II 
Volksstaat Reuss